# Capnokyma corticola
Capnokyma corticola är en svampart som beskrevs av S. Hughes 1975. Capnokyma corticola ingår i släktet Capnokyma och familjen Euantennariaceae.   Inga underarter finns listade i Catalogue of Life.